# Dissoziation (Neuropsychologie)
In der Neuropsychologie versteht man unter einer (einfachen) Dissoziation die Auftrennung eines neurologischen Prozesses in Teilprozesse, meist durch Ausfall einer isolierten neurologischen (oft kognitiven) Funktion kenntlich gemacht. 
Neuerdings wird auch im Zusammenhang mit funktioneller Bildgebung von Dissoziationen gesprochen, wenn deutlich unterschiedliche Aktivitätsmuster bei verschiedenen Aufgaben gefunden werden. Diese Art der Dissoziation ist aber deutlich schwächer, da sie nur auf unterschiedliche Prozesse hinweist, deren Unabhängigkeit aber nicht bewiesen werden kann. 

## Beispiele
Einige berühmte Fälle hat Oliver Sacks beschrieben. So gibt es Patienten, die einen Alltagsgegenstand nicht benennen können, wenn sie ihn nur sehen. Erst wenn sie ihn auch mit anderen Sinnen wahrnehmen können, zum Beispiel durch Betasten oder Beschnuppern, fällt ihnen die Bezeichnung wieder ein. Die gut untersuchte Patientin D. F. konnte die Aufgabe, eine Karte in einen Schlitz zu stecken, nicht lösen; erst als man ihr sagte, sie solle die Karte "wie in einen Briefkasten" stecken, gelang es ihr. Hieraus zog man den Schluss, dass es zwei getrennte Fähigkeiten sind, eine Orientierung einzuschätzen (was D.F. nicht konnte) und andererseits eine Aktion visuell zu kontrollieren (was ihr gelang).

## Doppelte Dissoziation
Eine doppelte Dissoziation (der Begriff geht zurück auf Teuber, 1955) ermöglicht den Nachweis der Unabhängigkeit von zwei verschiedenen Dissoziationen. Dieser Nachweis beruht auf zwei Patienten (oder Patientengruppen), die verschiedene Hirnschäden (Läsionen) davongetragen haben und genau entgegengesetzte Krankheitsbilder zeigen. Während der eine Patient Beeinträchtigungen bei einer Aufgabe A zeigt, aber Aufgabe B problemlos bewältigen kann, zeigt der andere Patient Beeinträchtigungen bei der Aufgabe B, kann aber Aufgabe A problemlos bewältigen. Dies beweist, dass die beiden Aufgaben von zwei voneinander unabhängig funktionierenden Prozessen verarbeitet werden müssen, die in unterschiedlichen Hirnarealen lokalisiert sind. Über die Lokalisation der Läsionen können Rückschlüsse auf den Ort der Verarbeitung geschlossen werden.
Zum leichteren Verständnis der Unterscheidung zwischen einfacher und doppelter Dissoziation gibt Parkin folgendes Beispiel:

Fällt beim Farbfernseher die Farbe aus, kann man daraus schließen, dass die Bildübertragung und die Farbinformation getrennte Prozesse sind, die aber nicht völlig unabhängig sein müssen (einfache Dissoziation, denn sie können nicht unabhängig sein: es kann nicht das Bild ausfallen und die Farbe erhalten bleiben). Hat man zwei Fernseher, wobei einer einen Bildausfall, der andere einen Tonausfall hat, so schließt man daraus, dass diese beiden Funktionen unabhängig voneinander sind (doppelte Dissoziation).